# ユルゲン・リュットガース

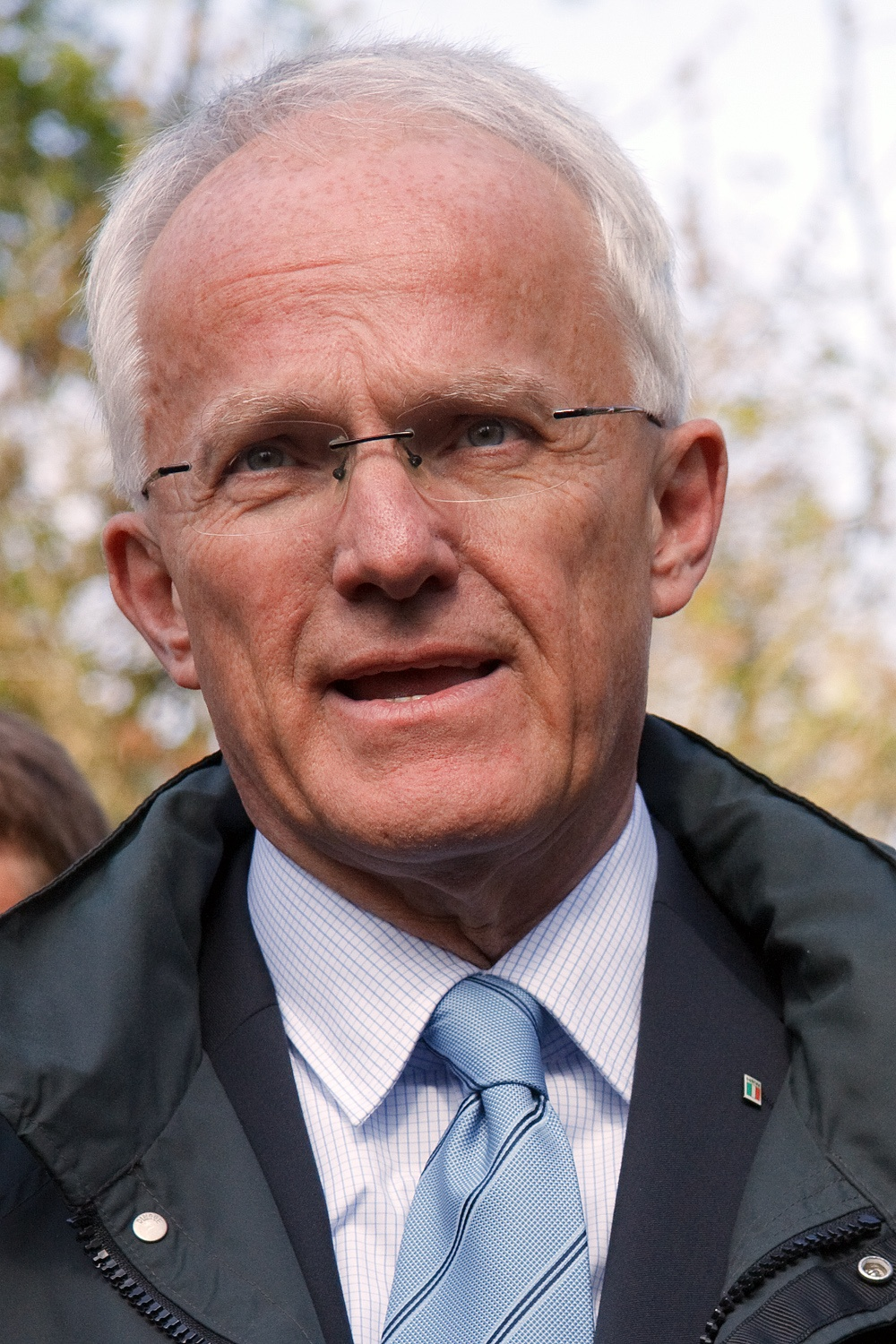
リュットガース（2010年）

ユルゲン・リュットガース（Jürgen Rüttgers、1951年6月26日 - ）は、ドイツの政治家。所属政党はドイツキリスト教民主同盟（CDU）。2005年より2010年までノルトライン＝ヴェストファーレン州首相を務めた。その他1994年から1998年まで、ヘルムート・コール内閣で連邦教育・科学・研究・技術相を務めた。

## 来歴

### 初期の経歴
電気技師の息子としてケルンに生まれる。ブラウヴァイラーの小学校に通い、ボーイスカウト活動に打ち込んだ。1961年にケルン＝リンデンタールのギムナジウムに入学。1969年にアビトゥーアに合格後、大学で法学、歴史学を学ぶ。1975年に第一次、1978年に第二次国家司法試験に合格。在学中はキリスト教系学生団に属した。1975年にプルハイム市参事会に当選（1980年まで）。1979年にケルン大学より法学博士号を授与される。1978年より1980年までノルトライン＝ヴェストファーレン州自治体連合に参事として勤務。1980年より1987年までプルハイム市都市開発・財政・環境保護担当参事を務める。
1970年にドイツキリスト教民主同盟（CDU）に入党。1980年より1986年まで同党の青年団組織ユンゲ・ウニオンのライン支部長を務めた。1981年より同党ラインラント支部執行部委員。1985年、同党ライン＝エルフト郡支部代表に就任。1987年、ドイツ連邦議会議員に初当選。技術評価委員会に属する。1989年に議会経理担当、1991年から1994年までCDU/CSU（キリスト教社会同盟）連合連邦議会議員団首席経理担当を務める。1993年、ノルトライン＝ヴェストファーレン州党副代表。

### 教育科学相
1994年の連邦議会選挙後、ヘルムート・コール内閣に教育・科学・研究・技術大臣として入閣。省庁再編により教育と研究を統合したこの職は「未来省」と通称された。在任中、学生に対する就学助成金の受給制限を設けるなどした。また各州と共に学士号、修士号制度や在学年限、教授に対する教育能力試験の導入を図ったが、連邦参議院で否決され失敗した。また電信・インターネットにおける情報保護法への道を開いた。また倫理上の議論があったバイオテクノロジーを強力に支援し、連邦教育科学省からは毎年9億ドイツマルクがその分野に投じられていた。1998年にはソルボンヌ宣言に署名し、英独仏伊間の大学連携強化への道を開いた。
1998年の連邦議会選挙後、コール内閣の退陣に伴い離職し、党連邦議会議員団副団長に選出される。ルパート・ショルツの後任として内務・法制分野を担当した。1999年、前任者ノルベルト・ブリュームの辞任に伴い、党の州代表に就任。翌年、四人居るCDU党首代行の一人に就任した。
2000年、ノルトライン＝ヴェストファーレン州議会選挙に出馬して当選し、連邦議会議員を辞す。この選挙では州首相候補として現職のヴォルフガング・クレメント州首相（ドイツ社会民主党＝SPD）に挑んだが、折しもCDUを襲っていたコール政権時代の不正献金疑獄や、同州選出のローラント・ポファッラ連邦議会議員の脱税疑惑（のちに無実と判明）の影響もあって敗れた。州議会ではCDU議員団長を務めた。

### 州首相
2005年の州議会選挙では、州首相候補として選挙戦を指揮し、現職のペール・シュタインブリュック州首相率いるSPDに勝利し、自由民主党（FDP）と連立政権を樹立した。同州で39年続いたSPD政権を退陣に追い込んだ。これに衝撃を受けたゲアハルト・シュレーダー連邦首相は連邦議会選挙の前倒し実施を決断した。
2000年の州議会選挙で「インド人より子どもたちを」（Kinder statt Inder）と述べたように、外国人専門労働者のグリーンカードによる招聘よりも、国内での教育の充実を主張している。また国民に反感の強い遺伝子組み換え食品導入を推進した。また着床前診断に賛成する発言をしている。トルコの欧州連合加盟には反対の立場である。住宅政策では、10万戸近い住宅を賃貸している州開発公社の民営化を図り、ゴールドマン・サックスの子会社に売却した。入居している反対住民らが州議会での議論を求めて署名活動を行ったが、提出署名中の無効と判断された率が高く、目的を果たせなかった。なお、次の州首相となるハンネローレ・クラフトは、民営化を批判している。
一方、2010年の州議会選挙でSPDの首相候補となったハンネローレ・クラフトを党費で監視させ、スキャンダルになった。また環境保護運動に逆行するヨーロッパ最大の石炭火力発電所建設計画をめぐり、地元エネルギー企業E.ONの利益を代弁した施策ではないかと批判されている。さらに2010年2月には会食や写真撮影、党大会での広告設置で法外な代金を請求していることが判明し、政治資金規制を逃れる為の迂回献金ではないかと批判された。
2010年5月に行われた州議会選挙では、リュットガース率いるCDUは得票を大幅に減らし、事実上敗北した。6月に州首相候補や党の州代表への立候補を辞退し、全ての公職から退く旨を発表した。連立交渉が長引いたため任期切れ後も州首相職を続けていたが、7月14日にハンネローレ・クラフトが後任の州首相に選出されると離職した。2012年の州議会選挙に出馬せず、政界を引退した。

## 人物・表彰
1982年に結婚した夫人との間に三男がある。宗派はカトリック。ベングリオン大学（イスラエル）より名誉教授称号、早稲田大学より名誉博士号を授与。レジオンドヌール勲章司令官級受章。

## 著書
- Jürgen Rüttgers (Hrsg.): Berlin ist nicht Weimar: Zur Zukunft der Volksparteien. Klartext, Essen 2009, ISBN 978-3-8375-0290-9
- Jürgen Rüttgers (Hrsg.): Wer zahlt die Zeche? Wege aus der Krise. Klartext, Essen 2009, ISBN 978-3-8375-0196-4.
- Volker Kronenberg: Jürgen Rüttgers: Eine politische Biografie. Olzog, München 2009, ISBN 978-3-7892-8203-4.
- Die Marktwirtschaft muss sozial bleiben: eine Streitschrift. Kiepenheuer & Witsch, Köln 2007, ISBN 978-3-462-03931-3.
- Worum es heute geht. Bastei Lübbe, Bergisch Gladbach 2005, ISBN 3-404-60557-8.
- Zeitenwende, Wendezeiten. Das Jahr-2000-Projekt: die Wissensgesellschaft. Siedler Verlag, Berlin 1999, ISBN 3-88680-678-2.
- Dinosaurier der Demokratie: Wege aus der Parteienkrise und Politikverdrossenheit. Hoffmann und Campe, Hamburg 1993, ISBN 3-455-08474-5.
- Jürgen Rüttgers, Eduard Oswald (Hrsg.): Das ungeborene Leben schützen: Die Union in der Debatte des Deutschen Bundestages am 25. Juni 1992. CDU/CSU-Fraktion im Deutschen Bundestag, Bonn 1992.
- Europas Wege in den Weltraum: Programme – Proteste – Prognosen. Umschau Verlag, Frankfurt am Main 1989, ISBN 3-524-69084-X.
- Jürgen Rüttgers (Hrsg.): 40 Jahre Junge Union Rheinland: Geschichte eines politischen Jugendverbands. Koenig, Bergisch Gladbach 1986, ISBN 3-923248-07-5.
- Siegfried Honert, Jürgen Rüttgers: Landeswassergesetz Nordrhein-Westfalen: Kommentar. Deutscher Gemeindeverlag, Köln 1981, ISBN 3-555-30191-8 (Kommunale Schriften für Nordrhein-Westfalen. Bd. 42). 6. Auflage: Siegfried Honert, Jürgen Rüttgers, Joachim Sanden, Deutscher Gemeindeverlag, Köln 1996, ISBN 3-555-30377-5.
- Siegfried Honert, Jürgen Rüttgers: ABC der Abwasserabgabe: Erlass des Abwasserabgabengesetzes in Stichworten unter Berücksichtigung der landesrechtlichen Ausführungsgesetze für Verwaltung und Wirtschaft. Deutscher Gemeindeverlag, Köln 1983, ISBN 3-555-00409-3.
- Das Verbot parteipolitischer Betätigung im Betrieb. Dissertation. Köln 1979.